# ネバーランド (芸能プロダクション)
株式会社ネバーランド（英文社名；NEVERLAND Co., Ltd）は、東京都中央区で、キャスティング業務を主として行っている企業。
前身企業である「株式会社マンリープロモーション」、及び「株式会社尾木エージェンシー」についても、本項で記述する。

## 沿革・概要

### 株式会社マンリープロモーション
- 1996年 - Winkのメンバー鈴木早智子のマネジメントを行う芸能プロダクションとして、Winkが所属する芸能事務所のスタッフが東京都千代田区に設立[要出典]。社長は奈良岡伸一。
- 1997年 - 鈴木早智子が株式会社尾木エージェンシーに移籍。同年、 株式会社プロダクション尾木と業務提携を行う。
- 1998年4月 - 尾木エージェンシーと経営統合。「株式会社ネバーランド」に商号変更。

### 株式会社尾木エージェンシー
- 1996年 - プロダクション尾木傘下の芸能プロダクションとして、尾木諭（プロダクション尾木相談役：2010年11月現在）が東京都千代田区に設立。
- 1997年 - 鈴木早智子がマンリープロモーションから移籍。同年4月、プロダクション尾木から宮前真樹、阿部美穂子が移籍。
- 1998年4月 - マンリープロモーションと経営統合。「株式会社ネバーランド」に商号変更。それに伴い、所属タレント全員がネバーランドへ転籍。

### 株式会社ネバーランド
- 1998年4月 -  マンリープロモーションと尾木エージェンシーが経営統合し設立。両社の所属タレントを継承。社長は奈良岡伸一。会長は尾木諭。

ネバーランドのロゴマークは、2個の円を上下に並べた、無限大マーク(∞)を縦に置いた形状に、上側の円の内部に英語で「NEVERLAND」と書かれた意匠を成していた。
- 1999年5月 - プロダクション尾木との業務提携を解消。同時期に尾木諭、阿部美穂子が退所（尾木は同時に会長職を退任）。その後、 新田恵利が所属。
- 2001年7月 - CMキャスティング業務を開始し現在に至る。

## かつて所属していたタレント
- 阿部美穂子（尾木エージェンシー[1]）
- 板谷祐三子
- えまお（別名：えまおゆう、絵麻緒ゆう）
- 鈴木早智子（マンリープロモーション[2]、尾木エージェンシー[3]、ネバーランド[4][5][6][7]、2002年にオレガへ移籍[8][注 2]）
- たなべ勝也
- 中村由真
- 新田恵利
- 前田耕陽（マンリープロモーション[9]）
- 宮前真樹（尾木エージェンシー[10]、ネバーランド[11][12][13][14]）
- 渡辺由紀
- 朝比奈まり